# Câmp de bătălie (film)
Câmp de bătălie sau Bătălia din Ardeni (titlu original: Battleground) este un film american din 1949 regizat de William A. Wellman. Rolurile principale au fost interpretate de actorii Van Johnson, John Hodiak, Ricardo Montalbán și George Murphy. 
Este un film de război care urmărește o companie din Regimentul 327 infanterie planoare, din Divizia 101 Aeropurtată, în timp ce participă la apărarea orașului Bastogne în timpul Ofensivei din Ardeni (16 dec. 1944 – 25 ian. 1945), în al Doilea Război Mondial.

## Distribuție
- Van Johnson - Private First Class Holley
- John Hodiak - Private Jarvess
- Ricardo Montalbán - Private Roderigues
- George Murphy - Private "Pop" Stazak
- Marshall Thompson - Private Jim Layton
- Jerome Courtland - Private Abner Spudler
- Don Taylor - Private Standiferd
- Bruce Cowling - Private Wolowicz
- James Whitmore - Staff Sergeant Kinnie
- Douglas Fowley - Private "Kipp" Kippton
- Leon Ames - The Chaplain
- Herbert Anderson - Private Hansan
- Thomas E. Breen - Doc
- Denise Darcel - Denise
- Richard Jaeckel - Bettis
- James Arness - Private Garby
- Scotty Beckett - Private William J. Hooper
- Brett King - Lieutenant Teiss
- Ian MacDonald - Army Colonel (nemenționat)
- Dickie Jones - Tanker (nemenționat)
- Dewey Martin - G.I. Straggler (nemenționat)
- George Chandler - Mess Sergeant (nemenționat)